# Lamstedt

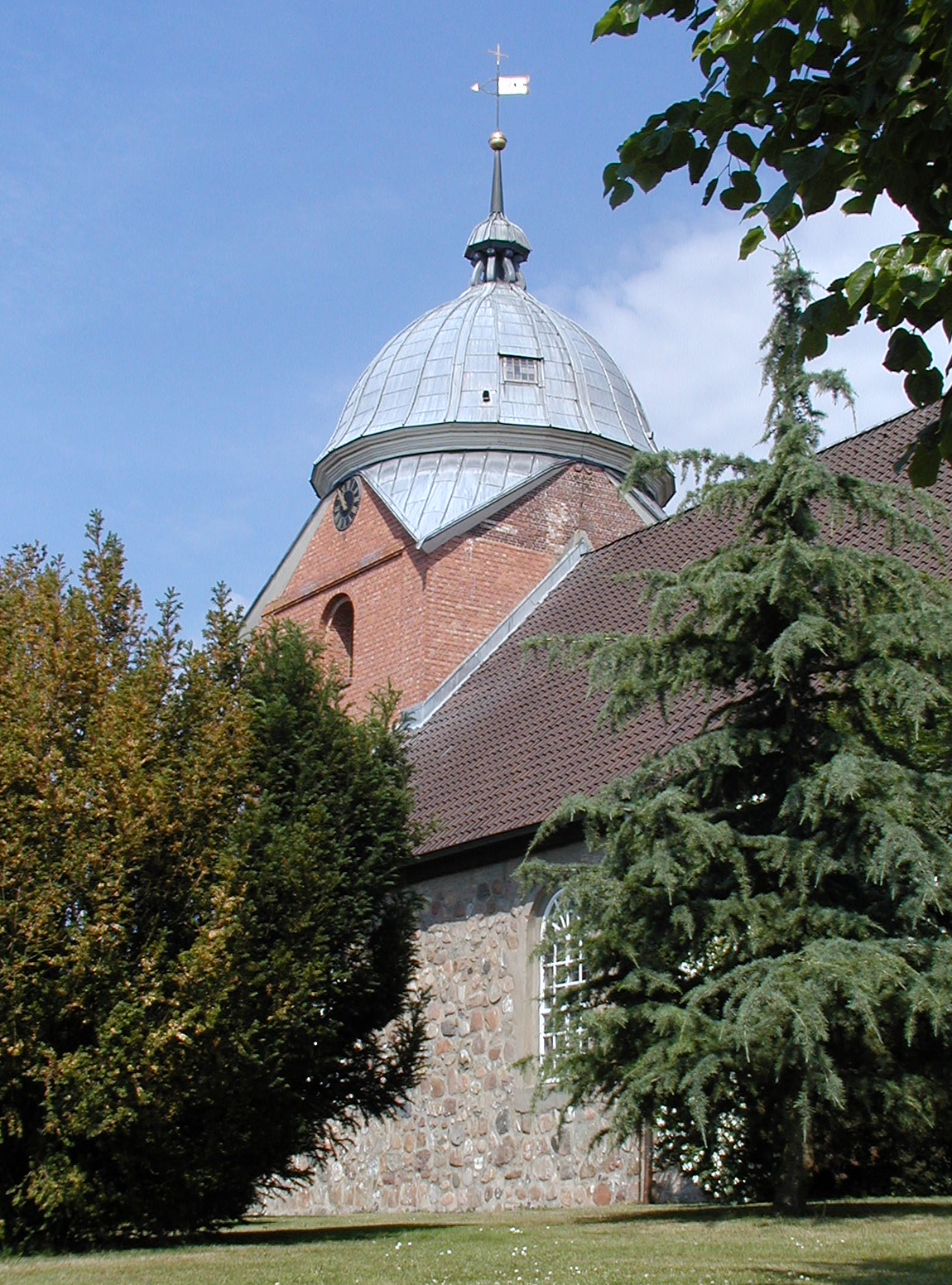
Biserica Sf. Bartolomeu

Lamstedt este o comună din landul Saxonia Inferioară, Germania.